# Pierre Plantard
Pierre Plantard, de nombre completo Pierre Athanase Marie Plantard (París, 18 de marzo de 1920-Colombes, 3 de febrero de 2000), fue un dibujante francés, conocido por ser el principal perpetrador del engaño del Priorato de Sion, por el cual afirmó a partir de la década de 1960 que él era descendiente directo y legítimo del rey merovingio Dagoberto II y el "Gran Monarca" profetizado por Nostradamus. Es reconocido como un falsario.

## Biografía
Pierre Plantard nació en 1920 en París, hijo de un mayordomo y una conserje (descrito como un cocinero para las familias adineradas en informes policiales de la década de 1940). Abandonó la escuela a los 17 años, se convirtió en sacristán en la iglesia de Saint-Louis d'Antin, en el 9º distrito de París, y desde 1937 comenzó a formar asociaciones místicas ultranacionalistas como La Unión de Francia (1937) y Renovación Nacional Francesa (1941) para apoyar una "revolución nacional" basada en el antisemitismo y la antimasonería.
Tras la disolución de la masonería del Gran Oriente en la Francia de Vichy el 13 de agosto de 1940, Plantard escribió una carta fechada el 16 de diciembre de 1940 al mariscal Philippe Pétain ofreciendo sus servicios al gobierno colaboracionista, refiriéndose a una «terrible conspiración masónica y judía». El 21 de abril de 1941, Plantard escribió al prefecto de policía de París que su grupo, la Renovación Nacional Francesa, debía tomar posesión de las instalaciones desocupadas ubicadas en el lugar 22 Malesherbes, primer piso "que actualmente se alquilan a un judío inglés, el Sr. Shapiro, quien lucha actualmente junto a sus compañeros en las fuerzas armadas británicas". En 1942, Plantard quiso formar otra asociación, Alpha Galates, con membresía prohibida a los judíos, pero las autoridades alemanas ocupantes denegaron el permiso.
Los estatutos de Alpha Galates se depositaron el 21 de septiembre de 1942, describiéndose como una orden tripartita compuesta por el Temple, la Cité y les Arches. Alpha Galates publicó un periódico llamado Vaincre - Pour une jeune chevalerie ("Conquer - para un caballero joven"), que duró seis números entre septiembre de 1942 y febrero de 1943, conteniendo una agenda antisemita y antimasónica; La indiferencia de Plantard a la prohibición por parte de las autoridades alemanas de la formación de Alpha Galates le valió una sentencia de cuatro meses en la prisión de Fresnes. Los Estatutos de Alpha Galates existían tanto en alemán como en francés. Claude Charlot, de la Prefectura de Policía de París, declaró en un documental de CBS News '60 Minutes que Alpha Galates "tenía solo cuatro miembros regulares".
Después de la Liberación, Plantard intentó transformar Alpha Galates en un grupo de resistencia y en 1947, intentó formar "La Academia Latina". En 1951, Plantard se casó con Anne-Léa Hisler (1930-1970). Vivieron en la ciudad de Annemasse, en el sudeste de Francia, cerca de la frontera con Suiza, hasta su separación en 1956. Al mismo tiempo, Plantard trabajó como dibujante para la compañía de relojería Chanovin. En 1972, se casó con Anne-Marie Cavaille.
Según el difunto Robert Amadou (1924-2006), Pierre Plantard en 1953 fue acusado de vender grados de órdenes esotéricas por sumas exorbitantes. Según una fuente más confiable, dada en una carta escrita por Léon Guersillon el alcalde de Annemasse en 1956, contenida en la carpeta que contiene los Estatutos del Priorato de Sion de 1956 en la subprefectura de Saint-Julien-en-Genevois, se le dio a Plantard una condena de seis meses en diciembre de 1953 por abuso de confianza (violación de confianza), relacionada con otros delitos. Investigadores franceses cuestionan la conexión entre Robert Amadou y Pierre Plantard.
El 25 de junio de 1956, Pierre Plantard y André Bonhomme legalmente registraron en la ciudad de Saint-Julien-en-Genevois una nueva asociación llamada el Priorato de Sion, con sede en Annemasse, cerca de la frontera con Francia, cerca de Ginebra. El grupo se dedicó al apoyo de la construcción de viviendas de bajo costo en Annemasse y criticó al gobierno local a través de su revista Circuit. El "Sion" en el nombre no se refería a la antigua Tierra de Israel, sino a una montaña local, Montagne de Sion, donde la orden (según sus estatutos) pretendía establecer un centro de retiro. La asociación se disolvió en diciembre de 1956.
Después de convertirse en una causa célebre desde fines de la década de 1960 hasta la década de 1980, el mítico Priorato de Sion fue expuesto como una farsa creado por Plantard como un marco para su pretensión de ser el Gran Monarca profetizado por Nostradamus. Se descubrió que Plantard y sus cómplices falsificaron y luego sembraron las pruebas presentadas en apoyo de su existencia histórica y sus actividades antes de 1956 en distintos lugares de Francia. Sin embargo, muchos teóricos de la conspiración todavía persisten en creer que el Priorato de Sion es una conspiración ancestral que oculta un secreto subversivo.
Murió en París el 3 de febrero de 2000. Sus restos fueron cremados.